# San Giuliano Nuovo
San Giuliano Nuovo (San Giuliän Neuv in dialetto alessandrino) è una frazione del comune di Alessandria.

## Geografia fisica

### Territorio
San Giuliano Nuovo appartiene alla Circoscrizione Fraschetta e dista dal capoluogo 16,3 km. È situato a metà delle strade che anticamente collegavano San Giuliano con Piovera e Sale e Tortona con Alessandria. Sono presenti tracce della La rete delle strade ottocentesche che segnavano i limiti delle coltivazioni si è solo in parte conservata, venendo sostituita dalla moderna viabilità provinciale. Il centro abitato è percorso da nord a sud dalla Strada provinciale Sale - San Giuliano. L'asse est-ovest è invece costituito dalla strada per Castelceriolo, situato a 5 km di distanza. Il paese è di fatto diviso in due dall'Autostrada A21 Torino-Piacenza. Il collegamento delle due parti avviene tramite due cavalcavia.

#### Il reticolo centuriale
Sono presenti tracce del reticolo centuriale romano che si fonda essenzialmente su di un asse primario da nord a sud (grossomodo da Sale a Basaluzzo) di circa 25 km. L'asse appena descritto, almeno per la parte ancora percettibile e riscontrabile sulle cartine IMG in scala 1:25.000, ha una lunghezza di circa 17 km. Assolutamente rettilineo, copre di fatto l'area pianeggiante compresa tra il Po, il Tanaro, lo Scrivia e l'Orba. Dalla zona di Sale raggiunge San Giuliano Nuovo e, dopo un'interruzione di circa un paio di chilometri, riprende a San Giuliano Vecchio per terminare sulla ex strada statale 35 dei Giovi Alessandria-Pozzolo Formigaro.

## Storia

### Questione territoriale
La presenza del borgo di San Giuliano della Frasca è verificata dalle carte geografiche a partire dal XV secolo, ma il toponimo a cui si riferivano le carte comprende in realtà tutta l'area comprendente anche l'odierno San Giuliano Vecchio. Le testimonianze storiche di San Giuliano Nuovo sono più tarde e legate alla costruzione di una "nuova" chiesa nella prima metà del XVIII secolo dopo la distruzione della precedente sita nell'area dell'odierno San Giuliano Vecchio. Va detto quindi, che prima della costruzione della chiesa "nuova", il nome San Giuliano era unico e non diviso in "vecchio" e "nuovo" e comprendeva le due aree. L'area che viene denominata "San Giuliano Nuovo" era chiamata cassinaggi dei Ghilini. Questa denominazione era dovuta alla presenza della Ghilina Grossa residenza estiva preferita dai Ghilini, antica famiglia nobile alessandrina, di cui si hanno notizie fin dall'XII secolo, proprietaria di molti terreni sul territorio.

### Il rogo della chiesa

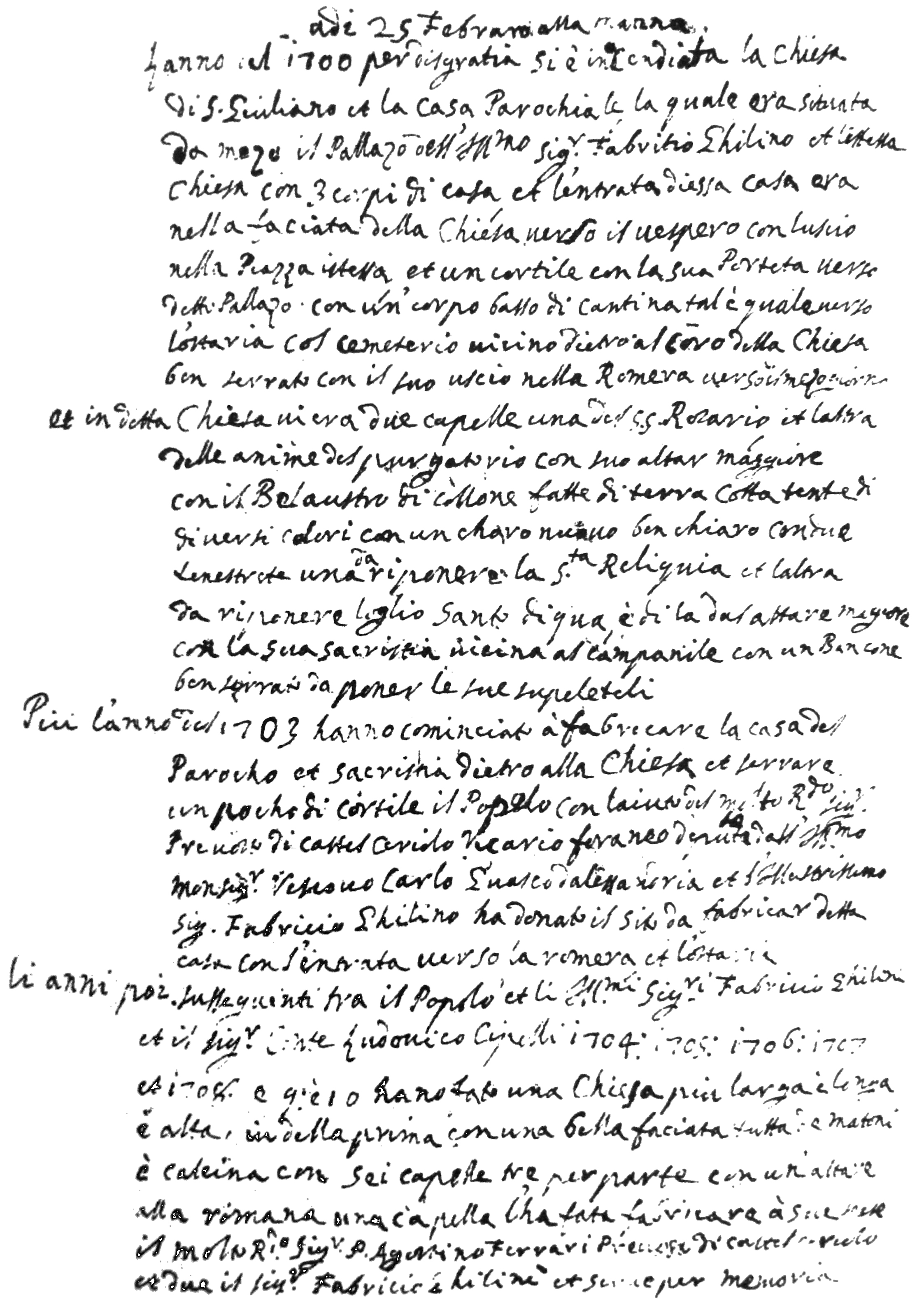
Copia del documento originale circa l'incendio della chiesa

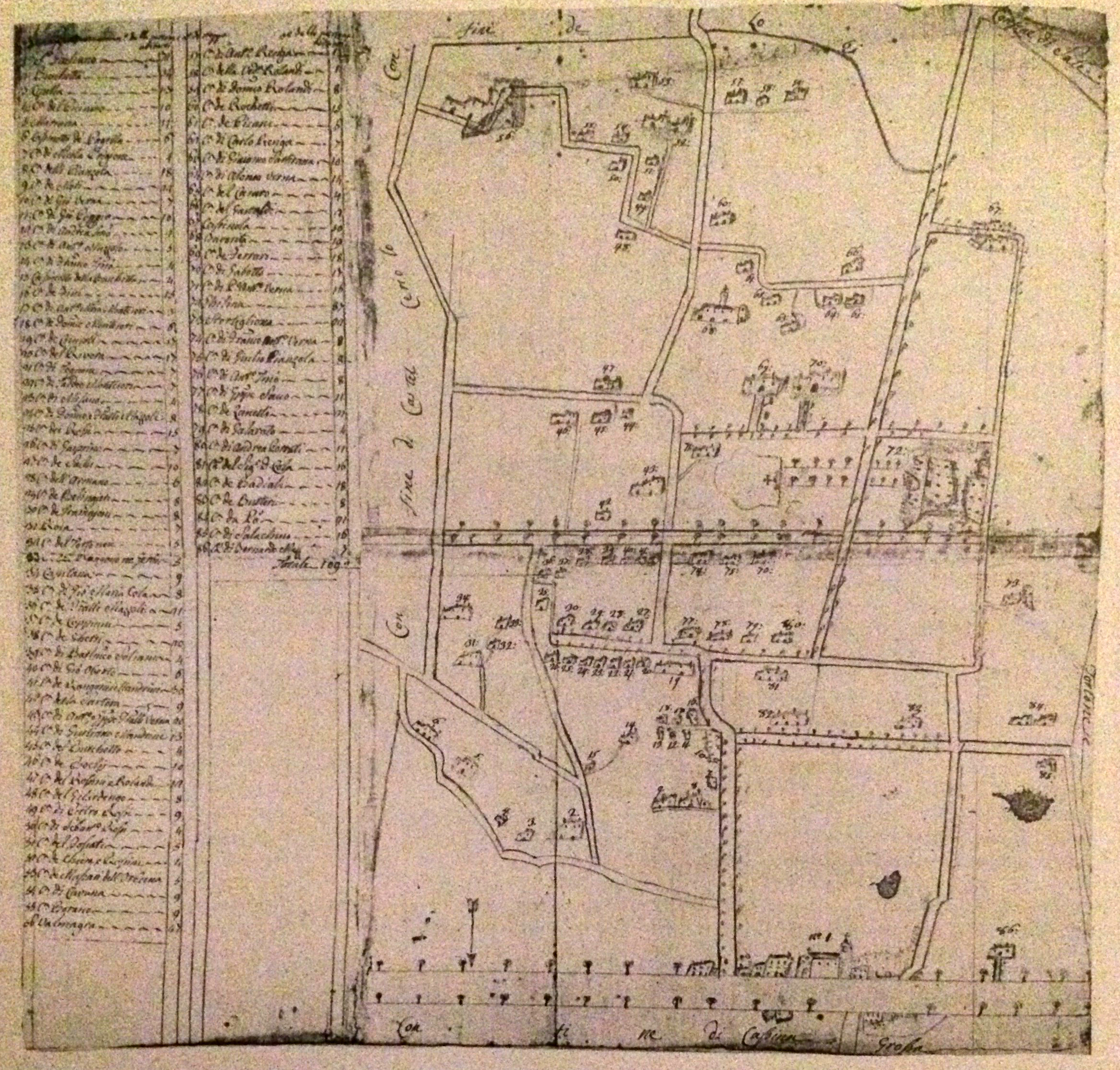
Pianta del territorio della parrocchia di San Giuliano nel XVIII secolo.

Un accadimento singolare avvenne nell'anno 1700. Il nome di Fabrizio Ghilini IV (1665 - 1745), che per una serie di fortunate eredità divenne il più ricco della città ai suoi tempi, è legato anche all'incendio del 25 febbraio 1700, forse non proprio dovuto al caso, della chiesa dedicata a San Giuliano Martire. Come si è già scritto la chiesa a quel tempo era posizionata nell'area che successivamente divenne la piazza principale di San Giuliano Vecchio. Dopo l'incendio la chiesa venne riparata, ma ben presto il Ghilini, proprietario della "Ghilina", si affrettò a donare terreno e soldi per l'edificazione di una nuova parrocchia, dedicata alla Madonna del Rosario. Il nuovo edificio di culto sarebbe stato "distante però mezz'ora (a piedi, n.d.r.) dall'antica chiesa", e cioè esattamente di fronte poche centinaia di metri alla Ghilina Grossa. La costruzione della nuova chiesa, avvenuta - in seguito - nella seconda metà del secolo XVIII, rappresenta di fatto l'inizio dello sviluppo e dell'identificazione geografica di due paesi, uno "Vecchio" e l'altro "Nuovo".

### XX secolo

La Piazza della chiesa in una cartolina postale, anni trenta

L'espansione più evidente del paese avvenne negli anni '60 del XX secolo. Considerato il forte sviluppo economico e lo spostamento massivo verso le campagne, vennero edificate molte abitazioni unifamiliari che si affiancarono alle storiche case in terra cruda battuta, le cosiddette cà d'tèra.
Alla vocazione principalmente agricola del centro abitato ne venne affiancata una prettamente residenziale, che tuttora risulta evidente.

## Agricoltura e attività produttive
Il borgo, a carattere prevalentemente agricolo è di fatto circondato dai campi coltivati. Si tratta di appezzamenti di piccole-medie dimensioni, di solito sviluppati in lunghezza e separati da filari di gelsi. Le principali colture sono il grano, il granoturco e i girasoli. In quantità minore vi sono coltivazioni di cipolle, barbabietole e pomodori. Sviluppato l'allevamento di bovini e pollame.
L'unica attività definibile industriale è la fabbrica produttrice di vegetali essiccati, situata nella parte di paese confinante con San Giuliano Vecchio.

## Architettura locale

### Edifici religiosi

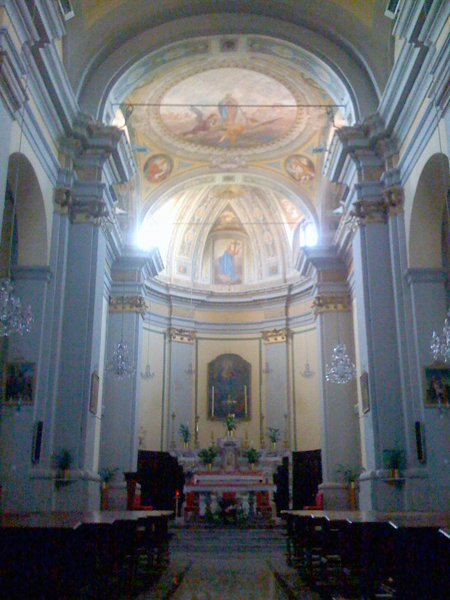
Interno della chiesa

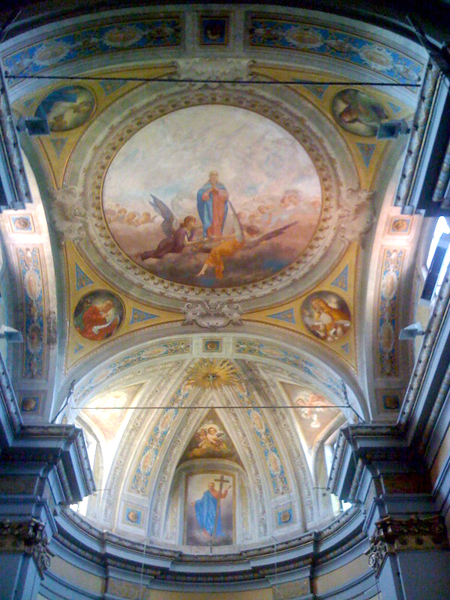
Interno della chiesa. Particolare degli affreschi

#### Chiesa della Beata Maria Vergine del Rosario
È considerata il centro geografico e storico del paese. Presenta un grande affresco in facciata che sovrasta il portale di ingresso opera del pittore alessandrino Piero Vignoli. All'interno si compone di 3 piccole navate senza transetto. Gli affreschi interni, eseguiti nel 1909, sono opera di Rodolfo Gambini. Il campanile, che richiama lo stile barocco, è visibile ad alcuni chilometri di distanza ed è fornito di illuminazione moderna. Nella chiesa è conservato un antico reliquiario di San Giuliano che precedentemente era nella prima chiesa. La reliquia è stata in seguito divisa per consentire anche alla parrocchia di San Giuliano Vecchio di conservarla e di venerare nuovamente il santo. La chiesa è costruita con la facciata orientata ad est, in asse ed esattamente prospiciente, alla Villa Ghilina, distante 600 metri circa. Tradizione vuole che questa soluzione fu scelta per consentire al marchese Ghilini di poter assistere alle funzioni religiose direttamente dalla sala da pranzo tramite un cannocchiale, senza la necessità di doversi recare in chiesa.

### Edifici civili

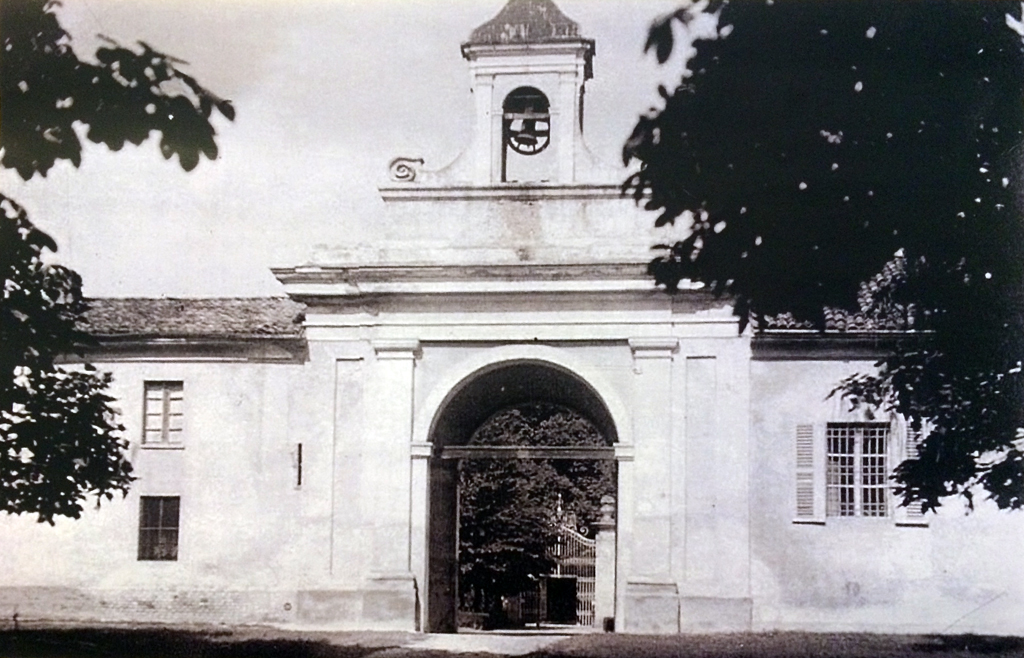
Ingresso principale della Ghilina Grossa

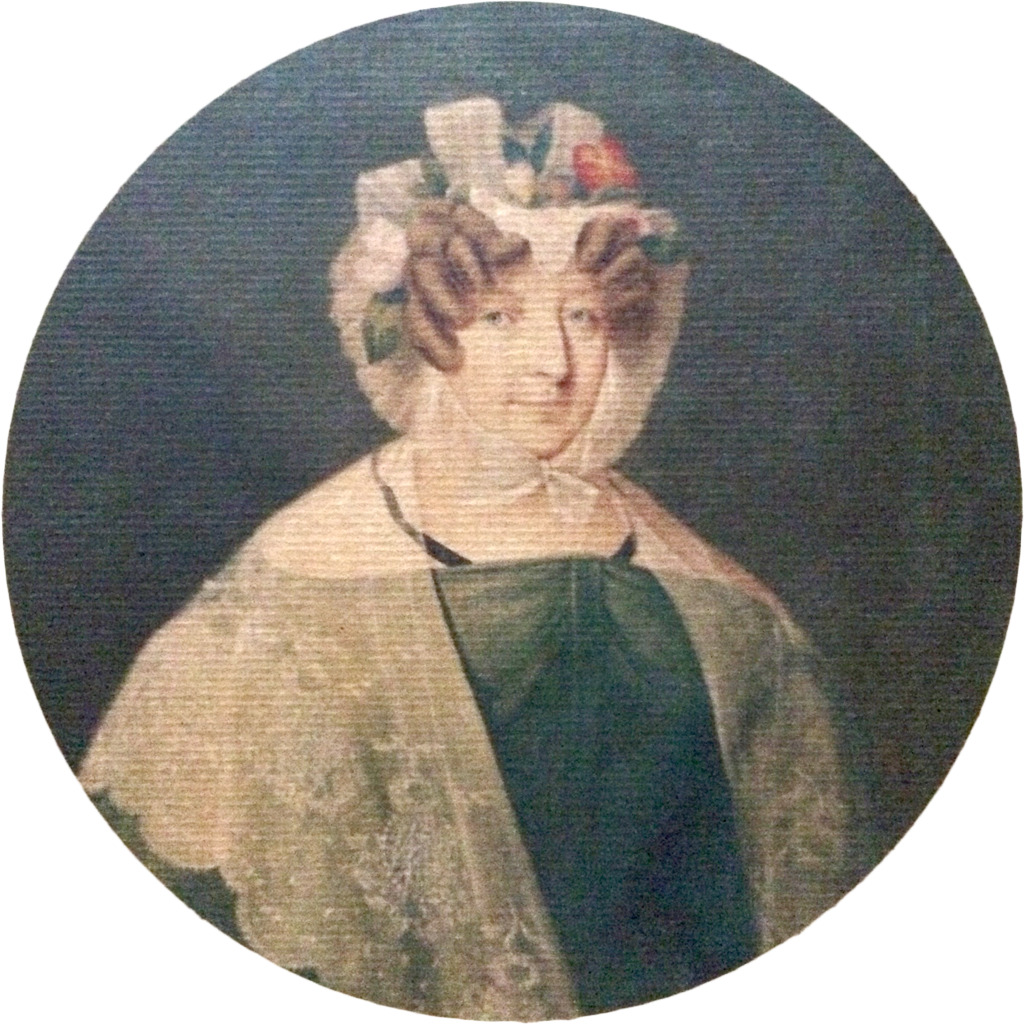
Cristina Ghilini Mathis, figlia del marchese Ambrogio Maria

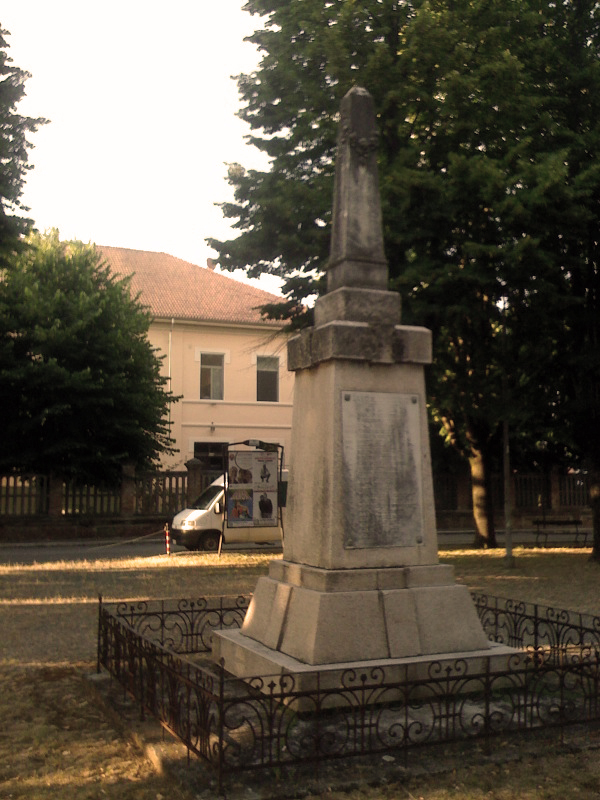
Il monumento ai caduti. Sullo sfondo l'edificio delle scuole elementari

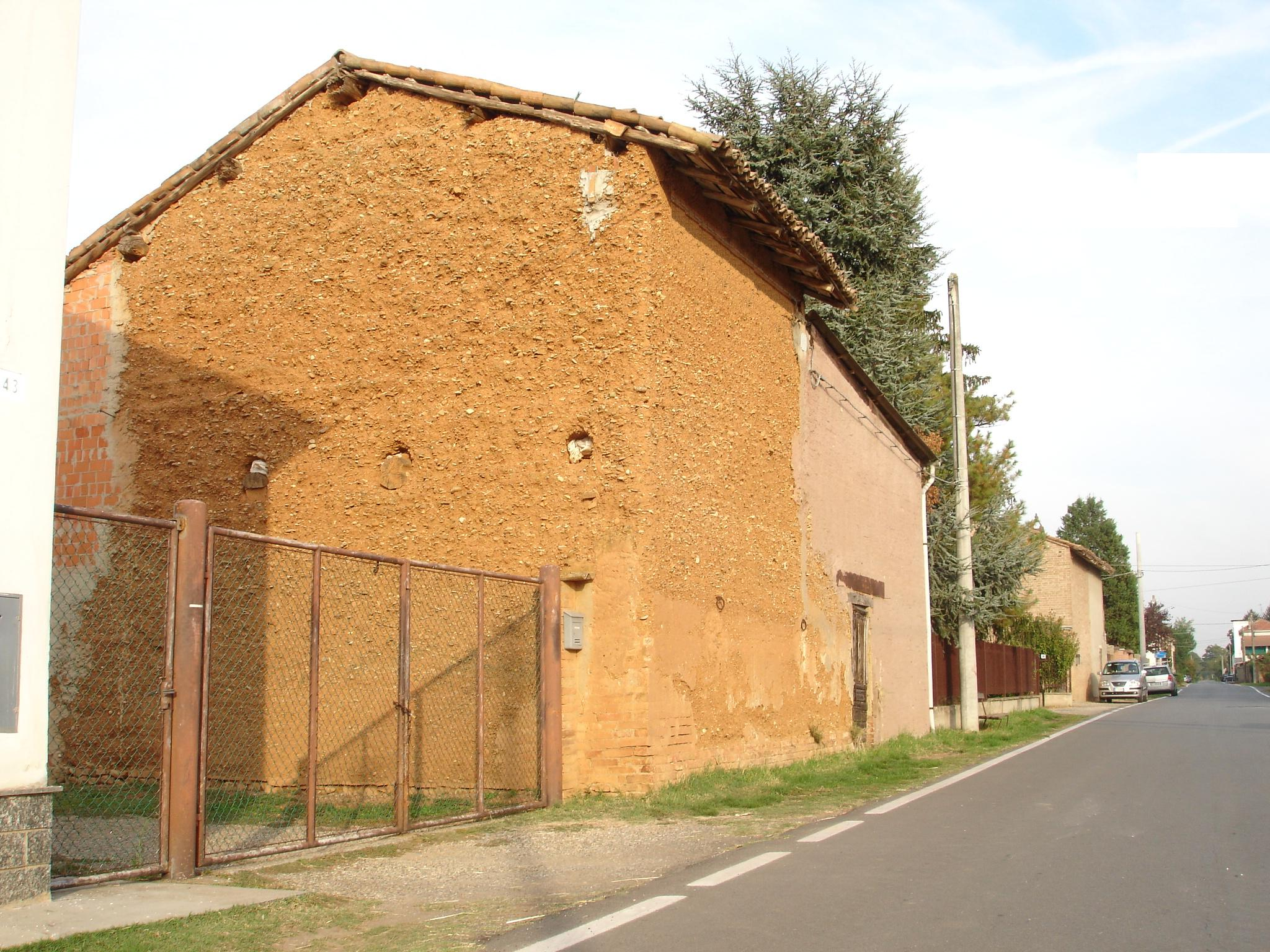
Particolare di una casa di terra del paese

#### Ghilina Grossa
Fu la residenza estiva favorita dei Ghilini. In seguito nota per la filatura della seta e soprattutto per la presenza di un interessante parco con giardino formale, già documentato anche nel XVII secolo, ricco di specie floreali esotiche, importate da ogni parte del mondo. Molto interessante e ricca di spunti storici locali è la corrispondenza epistolare tra l'ultimo marchese, Ambrogio Maria Ghilini (1757-1832), e i suoi giardinieri - appartenenti alla famiglia sangiulianese dei Capella - conservata presso l'Archivio di Stato di Alessandria. Dopo alterne vicissitudini, ed in seguito alla cessione dei terreni, il parco subì la conversione all'agricoltura confondendosi con gli altri campi coltivati della zona. Dall'ultimo quarto del XX secolo la villa della Ghilina, ormai spoglia dei fasti del passato causati da numerosi saccheggi nel tempo, è proprietà di privati mentre l'ala rurale della cascina è stata acquistata dal conte Niccolò Calvi di Bergolo già proprietario del castello di Piovera.

#### Scuole elementari
Poste di fronte al giardino della Piazza dei Caduti, non sono più utilizzate come istituto data la scarsità di studenti iscritti. Le scuole sono così state convertite in un centro diurno di accoglienza e cura per disabili. In occasione di consultazioni popolari la struttura viene inoltre trasformata in sede di seggio elettorale (sezione n. 68).éP

### Case di terra
Rimangono ancora visibili alcune antiche costruzioni in terra cruda, così come negli altri sobborghi ubicati a est di Alessandria tra i quali Cascinagrossa, Castelceriolo, Litta Parodi, Lobbi, Mandrogne, San Giuliano Vecchio, Spinetta Marengo. Le case di terra, considerate erroneamente non sempre funzionali alla vita moderna, rischiano di scomparire dalla geografia del territorio che le ospita. Spesso questi edifici, non rispettando alcuni standard abitativi e di sicurezza moderni, vengono purtroppo ristrutturati inglobando i muri in terra in una nuova struttura in laterizio o cemento, che rende irriconoscibile dall'esterno la struttura originale. Le case di terra della Fraschetta vengono anche definite trunere. Si pensa che il termine trunera prenda il nome da tròn che in alessandrino significa mattone in terra cruda. Tale definizione non è supportata da fonti etimologiche attendibili o sufficienti e pare molto probabile che sia un'invenzione accademica.

## Eventi
- Festa Patronale - prima domenica di Ottobre
- Sagra dei Sapori della Fraschetta - settembre
- Trunera Rock Festival - giugno. Il festival, attivo dal 2007 è organizzato dal Circolo Arci Paolo Rossi ed è principalmente dedicata alla scena musicale alternativa italiana.

### Eventi passati
- Fraskettando - secondo fine settimana di luglio. San Giuliano Nuovo è stata la sede della manifestazione musicale internazionale, in seguito denominata Fraskettando SkaBluesJazz Festival, dal 1998 al 2006. Il Festival, organizzato dal Circolo Culturale "Il Ghilino", e con anche il Circolo ARCI "Paolo Rossi" dal 2004 al 2006, ha visto la presenza di ospiti nazionali ed internazionali: The Original Blues Brothers Band, Eddie Floyd, Soft Machine, Mick Abrahams & Clive Bunker, Roy Paci & Aretuska, Persiana Jones, Statuto[5]. Nel 2007 si è ancora svolta un'ultima edizione del festival[6] non più a San Giuliano Nuovo ma presso il parco di villa Delavo a Marengo oggi sede del Marengo Museum. L'edizione del 2007 ebbe in cartellone Taj Mahal, il progetto Rezophonic, Al Di Meola e Mario Biondi. Il festival terminò in anticipo per alterne vicende e il poco afflusso di pubblico alle prime due serate; i concerti di Al Di Meola e Mario Biondi furono annullati. Gli organizzatori recuperarono la data di Mario Biondi all'interno della stagione invernale 2008 del Teatro Comunale di Alessandria[7].

## Sport
Esiste la squadra di calcio, il San Giuliano Nuovo, che milita in Promozione.

### Cronistoria
| Categoria       | Partecipazioni | Debutto   | Ultima stagione |
| --------------- | -------------- | --------- | --------------- |
| Promozione      | 4              | 2011-2012 | 2014-2015       |
| Prima Categoria | 9              | 1980-1981 | 2010-2011       |